# 수성중학교 (경기)
수성중학교(水城中學校)는 대한민국 경기도 수원시 장안구 조원동에 있는 공립 중학교이다.

## 학교 연혁
- 1954년 7월 7일 : 6학급 설립 인가
- 1954년 9월 20일 : 개교
- 1954년 12월 2일 : 초대 최계남 교장 취임
- 1971년 9월 1일 : 중, 고 분리
- 2006년 12월 29일 : 학교 숲 조성
- 2008년 2월 29일 : 영재관 건립
- 2009년 12월 3일 : 인조잔디구장 설치
- 2012년 3월 1일 : 22학급 설치 인가
- 2012년 3월 1일 : 교육과학기술부, 경기도교육청지정 창의인성모델시범학교 운영(3년간)
- 2012년 9월 1일 : 2012년 하반기 경기도교육청 혁신학교 예비지정교 운영
- 2013년 9월 1일 : 혁신학교 지정운영
- 2017년 9월 1일 : 혁신학교 재지정(~2021.08.31)
- 2023년 3월 1일 : 제27대 엄정회 교장 부임
- 2024년 1월 5일 : 제68회 졸업 180명(총 인원 30,745명)
- 2024년 3월 4일 : 제71회 입학 (4학급 120명)

## 참고 자료
- 수성중학교 - 한국교육학술정보원 학교알리미